# Ćiril Kos
Ćiril Kos (?, 1919. november 19. – ?, 2003. július 6.) Diakovár-Szerémségi püspök. 1974. február 6-tól 1974. február 6-tól nyugdíjba vonulásáig megyéspüspökként szolgált. 1959–1962 között politikai fogoly is volt az egykori kommunista Jugoszláviában.

## Élete
Kos püspök Marija (szül. Fadiga) és Josip Kos gyermekeként született a mai Varasd megyében római katolikus családban, gyermekkorában a szüleivel Harkányfalvára került, és ott nőtt fel. A bosznia-hercegovinai Široki Brijegben végzett iskolai tanulmányok elvégzése után csatlakozott a Diakovári Teológiai Szemináriumba, és 1944. július 9-én szentelték pappá a Boszna, Đakovo és Srijem egyházmegyében, miután befejezte filozófiai és teológiai tanulmányait. 1944 augusztusától ugyanazon év októberének végéig Szávaszentdemeteren szolgált káplánként. A háborús körülmények miatt ugyanennek a plébániának adminisztrátora is volt. 1946 és 1951 között a Garcsin melletti Trnjaniban volt plébános. 1951 és 1959 között a diakovári alma matere, a Teológiai Szeminárium sprirituális igazgatója volt. Itt Fr. Kost letartóztatták, és a kommunista hatóságok 7 év börtönre ítélték. Büntetését 1959. október 5-től 1962. április 5-ig Eszéken és Ógradiskán töltötte. 1962-től 1973-ig Diakovárott a Püspöki Ordinariátus titkáraként dolgozott. 1973 és 1974 között káptalani vikárius volt. 1974. február 6-án VI. Pál pápa kinevezte a Diakovári avagy Boszna és Szerémségi egyházmegye megyéspüspökévé. 1974. március 17-én Mario Cagna érsek és a római katolikus egyház más elöljárói püspökké szentelték a Diakovári Szent Péter és Szent Pál-székesegyházban. 1997. február 6-án vonult nyugdíjba, miután elérte a 75 éves korhatárt, és koadjutor püspöke váltotta fel. Az eszéki klinikai kórházban halt meg 2003. július 6-án, majd két nappal később a diakovári és szeremségi püspökök közt, a diakovári székesegyház kriptájában temették el.

## Fordítás
Ez a szócikk részben vagy egészben  a(z)   Ćiril Kos című angol Wikipédia-szócikk ezen változatának fordításán alapul.  Az eredeti cikk szerkesztőit annak laptörténete sorolja fel. Ez a jelzés csupán a megfogalmazás eredetét és a szerzői jogokat jelzi, nem szolgál a cikkben szereplő információk forrásmegjelöléseként.